# 진도 (지진)

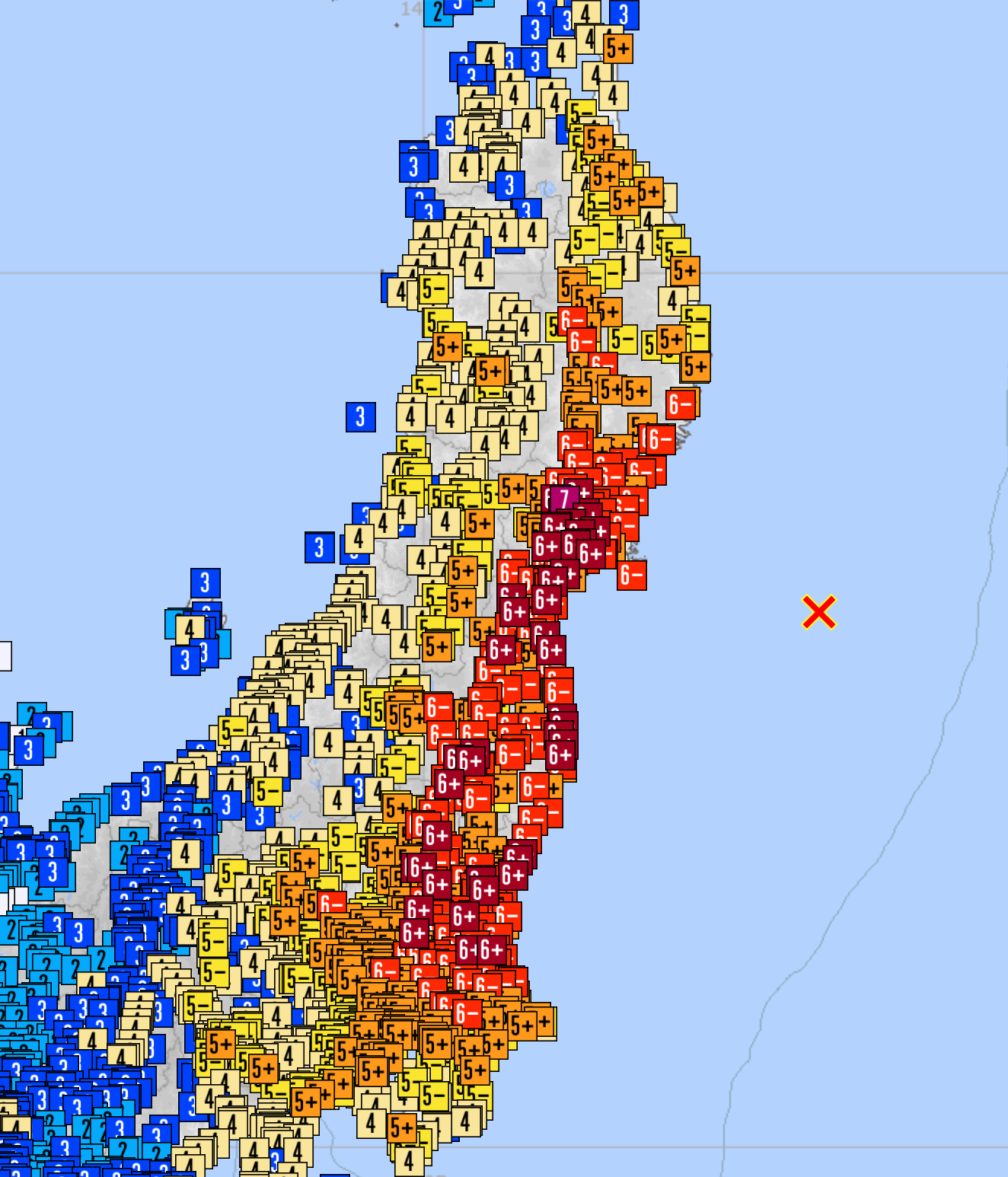
2011년 도호쿠 지방 태평양 해역 지진의 진도 분포도(일본 기상청 진도 계급). 진도 분포가 동심형이 아닌 이유는 지질학적으로 암반이나 지표면의 상태가 지역별로 다르기 때문이다.

진도(震度, Seismic intensity scales)는 지진과 같은 현상으로 특정 지역이 얼마나 흔들리는지 그 강도나 세기를 분류하는 체계이다. 지진의 진도는 특정 지진의 절대적인 에너지 크기나 그 힘을 나타내는 지진 규모와는 구분되며, 지진의 규모와는 상관 없이 강한 진동을 일으키는 높은 진도의 지진이 일어나거나, 혹은 규모는 크더라도 인간이 거의 느낄 수 없는 작은 진도의 지진이 일어날 수 있다.
지진의 진도는 인간이나 동물이 흔들림을 느낀 정도, 다양한 종류의 구조물이나 자연물의 특징적인 손상 범위나 그 심각도와 같이 진동으로 관찰할 수 있는 영향을 가지고 평가한다. 관측한 최대 진도와 그 진동이 느껴진 지역의 범위를 등고선으로 묶은 등진도(Shakemap) 혹은 진도 분포를 그리면 지진의 진앙 위치와 그 규모를 대략 추정하는 데 사용할 수 있으며, 특히 지진계를 통한 지진 기록이 거의 없는 역사지진의 추정에 유용하다.
진도 단위로는 일본에서는 일본 기상청 진도 계급을, 미국 및 대한민국 등 지역에서는 수정 메르칼리 진도 계급을, 유럽 지역에서는 유럽 광대역 진도 계급(EMS)를, 독립국가연합과 이스라엘, 인도 지역에서는 메드베데프-스폰하우어-카르니크 계급(MSK)를 사용하는 등 여러 가지 진도 계급을 사용하고 있다.

## 지반의 흔들림
지반의 흔들림은 화산의 분화, 눈사태, 초대형 폭발 등 다양한 원인으로 일어날 수 있지만 피해를 줄 수 있을 정도로 큰 지반 흔들림은 대게 지진이라고 말하는 지각의 파열 때문이다. 지반이 흔들리는 세기는 몇 가지 요인에 따라 달라진다.
- 원인이 된 지각 파열의 세기 차이 (지진 규모라고 일컬음)
- 발생한 지진파의 종류와 그 방향
- 진원 깊이
- 진앙과의 거리
- 지질학적인 차이로 인한 장소에 따른 주파수 응답 차이

특히 주파수 응답 특성이 중요한데 분지 지형의 퇴적물이 쌓인 지역과 같이 특정 조건을 만족하는 지형은 같은 세기의 에너지가 통과해도 다른 지형에 비해 흔들림이 10배 이상 증폭될 수도 있기 때문이다.
지진계에 기록이 되지 않은 지진의 경우 서로 다른 지역에서 느낀 흔들림의 강도를 보여주는 등진도선 지도, 혹은 "지진분포도"를 사용해 지진의 규모와 진도를 추정할 수 있다. 등진도선 지도는 향후 유사한 규모의 지진이 발생했을 때 예상되는 흔들림의 세기와 수반되는 피해 정도를 추정하는 데에도 사용된다. 일본에서는 등진도선 정보를 지진이 발생했을 때 다른 지역에서 예상되는 피해의 심각도를 예측하는 데 사용한다.

## 진도와 규모의 차이
지각은 지구 구조상의 힘으로 응력을 받는다. 응력이 지각에 쌓이다가 지각이 파열될 정도로 쌓이거나 한 지각 덩어리(암반)가 다른 지각 덩어리로 움직이는 것을 막는 마찰력 이상으로 커진다면 지반에 쌓인 에너지가 방출하고 그 중 일부는 지반 붕괴나 흔들림을 일으키는 다양한 종류의 지진파로 방출된다.
여기서 "규모"란 지진의 강도나 절대적인 '크기'의 추정치이며 지진이 얼마나 지반을 흔들 수 있는지를 나타낸다. 즉 지진의 규모는 방출된 지진 에너지와 대략적인 상관관계가 존재한다. 반대로 지진의 진도란 주어진 위치에서 지반이 어느 정도로 흔들리는지, 혹은 어느 세기의 힘만큼 흔들리는지를 나타내는 척도이며 최대 지반 속도(PGV)와 연관성이 있다. 관측한 진도를 비슷한 진도끼리 선으로 묶은 등진도선 지도를 이용한다면(오른쪽 지도) 지진의 규모를 관측한 최대 진도(진앙 근처가 아닐 수 있음)와 지진이 감지된 지역의 범위로 유추할 수 있다.
국지적으로 지진의 진도는 지진의 규모 외에도 여러 요인에 따라 달라질 수 있는데 가장 중요한 요소 중 하나는 지반의 조건이다. 예를 들어 간척지같이 지반이 무른 흙이 두껍게 쌓인 층은 지진파를 증폭시킬 수 있으며 퇴적분지의 경우 지진파로 지반이 공명하여 더 오랫동안 흔들릴 수 있다. 예를 들어 1989년 로마프리타 지진 당시 지진의 피해가 제일 컸던 지역은 진원에서 100여 km가 떨어진 샌프란시스코 마리나구였다. 그 이유로는 샌프란시스코만 남쪽을 지나는 지진파가 샌프란시스코와 오클랜드를 지나는 지구 지각의 기반암에서 반사해서 증폭되었기 때문이었다. 이렇듯 지역의 지질 구조에 따라 지진파가 단층을 타서 넘어가거나 반사되는 등으로 넘어가면서 증폭되기 때문에 규모나 진원으로부터 거리에 진도가 완벽하게 선형관계를 가지는 것은 아니다.

## 역사
지진의 진도를 최초로 분류하고 체계를 세운 사람은 1780년대 이탈리아의 물리학자 도메니코 피냐타로이다. 현대적인 의미에서 처음으로 세밀하게 분류한 지진 진도 체계는 1828년 독일의 수학자 P.N.G. 에겐이 만들었다. 하지만 지진의 진도를 처음으로 현대적인 지도화를 통해 체계적으로 분류한 사람은 임페리얼 칼리지 런던에서 근무하던 아일랜드의 공학자 로버트 멀렛으로 1857년 나폴리 대지진으로도 알려진 1857년 바실리카타 지진을 연구하던 도중 3단계의 진도를 개발하였다.
19세기 후반에는 처음으로 널리 쓰여지는 I~X까지 10단계의 진도 척도인 로시-포렐 진도 계급이 개발되었다. 또한 1884년 일본 도쿄기상대가 처음으로 미-약-강-렬 4단계의 진도 계급인 일본 기상청 진도 계급을 개발하였다. 1902년에는 이탈리아의 지진학자인 주세페 메르칼리가 새로운 12단계 진도 척도인 메르칼리 척도를 개발하였다. 1950년대에는 미국의 지진학자인 찰스 릭터가 진도 척도의 두 가지 중대한 개선을 이뤄냈다. 하나는 릭터가 캘리포니아주의 지진을 연구하면서 지진의 진도와 최대 지반 가속도(PGA) 사이 관계식을 밝혀낸 것이다. 다른 하나는 건물의 강도를 정의하고 각 건축물의 종류에 따라 진도별로 받는 피해량을 세분화한 것이었다. 이후 지진의 진도는 구조믈의 손상 정도를 기준으로 자리잡게 되었다. 이를 통해 메르칼리 진도 계급과 이를 따른 유럽 MSK-64 진도 계급에서는 건축물의 유형별 취약도를 나타내는 정량적 요소를 더했다. 이후 메르칼리 계급은 릭터가 수정한 수정 메르칼리 진도 계급(MMS)로 불리면서 진도 계급의 신뢰도도 상승하였다.

## 세계 주요 진도 계급
각국에서 사용하고 있는 진도 계급은 아래와 같다.
| 국가/지역  | 사용하는 진도 계급                           |
| ---------- | -------------------------------------------- |
| 중국       | 례두 계급 (GB/T 17742–1999)                  |
| 유럽       | 유럽 광대역 진도 계급 (EMS-98)               |
| 홍콩       | 메르칼리 진도 계급 (MM)                      |
| 인도       | 메드베데프-스폰하우어-카르니크 계급          |
| 이스라엘   | 메드베데프-스폰하우어-카르니크 계급 (MSK-64) |
| 일본       | 일본 기상청 진도 계급                        |
| 카자흐스탄 | 메드베데프-스폰하우어-카르니크 계급 (MSK-64) |
| 필리핀     | PHIVOLCS 진도 계급 (PEIS)                    |
| 러시아     | 메드베데프-스폰하우어-카르니크 계급 (MSK-64) |
| 중화민국   | 중화민국 중앙기상국 진도 계급                |
| 미국       | 수정 메르칼리 진도 계급 (MM)                 |

### 수정 메르칼리 진도 계급
현재 대한민국에서 사용하는 기준이다. 1902년 주세페 메르칼리 신부가 개발하고 1921년 해리 O. 우드와 프랭크 노이만이 수정한 진도 계급을 말한다. 미국에서 시작되어 여러 나라에서 사용하고 있으며 대한민국에서는 2001년 1월 1일부터 사용하고 있다.
1. 진도 I: 미세한 진동. 특수한 조건에서 극히 소수 느낌.
2. 진도 II: 실내에서 극히 소수 느낌.
3. 진도 III: 실내에서 소수 느낌. 매달린 물체가 약하게 움직임.
4. 진도 IV: 실내에서 다수 느낌. 실외에서는 감지하지 못함.
5. 진도 V: 건물 전체가 흔들림. 물체의 파손, 뒤집힘, 추락. 가벼운 물체의 위치 이동.
6. 진도 VI: 똑바로 걷기 어려움. 약한 건물의 회벽이 떨어지거나 금이 감. 무거운 물체의 이동 또는 뒤집힘.
7. 진도 VII: 서 있기 곤란함. 운전 중에도 지진을 느낌. 회벽이 무너지고 느슨한 적재물과 담장이 무너짐.
8. 진도 VIII: 차량운전 곤란. 일부 건물 붕괴. 사면이나 지표의 균열. 탑·굴뚝 등의 구조물 붕괴.
9. 진도 IX: 견고한 건물의 피해가 심하거나 붕괴. 지표의 균열이 발생하고 지하 파이프관 등의 지하 시설물 파손.
10. 진도 X: 대다수 견고한 건물과 구조물 파괴. 지표균열, 대규모 사태, 아스팔트 균열.
11. 진도 XI: 철로가 심하게 휨. 구조물 거의 파괴. 지하 파이프관 작동 불가능.
12. 진도 XII: 지면이 파도 형태로 움직임. 물체가 공중으로 튀어오름.

### 일본 기상청 진도 계급
일본 기상청에서 사용하는 진도 계급으로서, 2000년까지 대한민국에서도 쓰던 진도 계급이다.
0.무감: 느낄 수 없는 정도
1.미진: 민감한 사람만 느낄 수 있는 정도
2.경진: 보통 사람이 느끼고, 문이 약간 흔들림
3.약진: 가옥이 흔들리고, 물건이 떨어지고, 그릇에 담긴 물이 진동함
4.중진: 가옥이 심하게 흔들리고, 물이 담긴 그릇이 넘쳐 흐름
5.강진: 벽에 금이 가고, 건물이 다소 무너짐
6.열진: 가옥 파괴 30% 이하 예상, 산사태가 일어날 수 있음
7.격진: 가옥 파괴 30% 이상 예상, 산사태가 일어나고 단층이 생김
1996년 이후 지진계의 흔들림의 크기를 통해 진도를 결정하게 되었다. 또한 5과 6이 각각 약, 강 2단계로 나뉘여 총 10단계가 되었다. 즉 실제로 사용하는 등급 체계는 0-1-2-3-4-5약-5강-6약-6강-7이다.

### 중화민국 중앙기상국 진도 계급
중화민국 중앙기상국 진도 계급 은 타이완의 중앙기상국에서 사용하는 진도 계급이다. 지표의 가속도를 갈(gal, 1gal = 1cm/s²) 단위로 측정하여 0급부터 7급까지 8개 단위로 분류한다.

### 메드베데프-스폰하우어-카르니크 계급
메드베데프-스폰하우어-카르니크(MSK 계급)은 1964년에 만들어진 진도 계급이다. 독립국가연합, 동유럽, 이스라엘, 인도 등에서 사용되고있다. 이 진도 계급은 I에서 XII까지의 12단계로 구성되어 있다.

### 중국 진도 계급
중국 진도 계급(CSIS 계급)은 중화인민공화국에서 사용되는 진도 계급이다. 이 진도 계급은 I에서 XII까지의 12단계로 구성되어 있다.

### 유럽 광대역 진도 계급
유럽 광대역 진도 계급(EMS-98 계급)은 유럽 국가에서 사용되는 진도 계급이다. 이 진도 계급은 I에서 XII까지의 12단계로 구성되어 있다.

## 같이 보기
- 지진공학
- 내진설계

## 참고 문헌
- Bolt, B. A. (1993), 《Earthquakes and geological discovery》, Scientific American Library, ISBN 0-7167-5040-6.

- Bormann, P.; Wendt, S.; Di Giacomo, D. (2013), 〈Chapter 3: Seismic Sources and Source Parameters〉,   Bormann, 《New Manual of Seismological Observatory Practice 2 (NMSOP-2)》, doi:10.2312/GFZ.NMSOP-2_ch3, 2019년 8월 4일에 원본 문서 (PDF)에서 보존된 문서, 2022년 8월 21일에 확인함.

- Doi, K. (2010), “Operational Procedures of Contributing Agencies” (PDF), 《Bulletin of the International Seismological Centre》 47 (7–12): 25, ISSN 2309-236X[깨진 링크(과거 내용 찾기)]. Also available here (sections renumbered).

- 이기화 (2016년 10월 30일).  박상준, 편집. 《모든 사람을 위한 지진 이야기》 1판. 서울: 사이언스북스. ISBN 978-89-8371-730-6.